# Robert Tesche
Robert Tesche (Wismar, 27 maggio 1987) è un calciatore tedesco, centrocampista dell'Osnabrück.

## Caratteristiche tecniche
È un centrocampista centrale, che interpreta bene sia la manovra difensiva che offensiva.

## Carriera
Tesche esordisce in campionato da professionista nel 2007 in una partita contro il Borussia Dortmund, nella quale parte titolare e viene sostituito dopo 67 minuti. Dopo la retrocessione dell'Arminia Bielefeld nel 2009, il 5 luglio firma un contratto triennale con l'Amburgo.

## Palmarès

### Club

#### Competizioni nazionali
- Campionato tedesco di seconda divisione: 1

Bochum: 2020-2021